# Сан Мартино д'Окре (Л'Аквила)
Сан Мартино д'Окре (итал. San Martino d'Ocre) је насеље у Италији у округу Л'Аквила, региону Абруцо.
Према процени из 2011. у насељу је живело 72 становника. Насеље се налази на надморској висини од 1127 м.